# TRAPPIST-1g
TRAPPIST-1g, ook aangeduid als 2MASS J23062928-0502285g, is een exoplaneet die rond de ultrakoele dwergster TRAPPIST-1 draait op 40,7 lichtjaar afstand van de aarde in het sterrenbeeld Waterman. Het was een van de vier nieuwe exoplaneten die ontdekt werden aan de hand van waarnemingen van de Spitzer Space Telescope. De exoplaneet bevindt zich binnen de optimale bewoonbare zone van TRAPPIST-1. Hij werd gevonden door gebruik te maken van de overgangmethode, waarbij het verduisterende effect wordt gemeten dat een planeet veroorzaakt als hij voor zijn ster langs trekt.
TRAPPIST-1g, de op één na verst bekende planeet in zijn systeem, is een exoplaneet die groter is dan de aarde maar een lagere dichtheid heeft, wat betekent dat hij waarschijnlijk een vorm van water bevat.

## Kenmerken

### Massa, straal en temperatuur
TRAPPIST-1g heeft ongeveer 115% van de massa en straal van de aarde, maar zijn dichtheid is slechts 4.186 kg/m³, ongeveer 76% van die van de aarde. Gebaseerd op massa en straal berekeningen en zijn locatie ten opzichte van zijn ster (0,047 AE, ongeveer hetzelfde als HD 209458 b,) en het feit dat de planeet slechts 25,2% van de stellaire flux ontvangt die de Aarde ontvangt, is de planeet waarschijnlijk bedekt door een dikke ijslaag als er geen atmosfeer bestaat.

### Atmosfeer
TRAPPIST-1g zou een wereldwijde wateroceaan kunnen hebben of een uitzonderlijk dikke dampatmosfeer die over dik ijs ligt. Volgens een andere simulatie van de interactie tussen magma-oceaan en dampatmosfeer is het waarschijnlijk dat TRAPPIST-1g tijdens de eerste fasen van de evolutie een grote fractie van de primordiale dampatmosfeer heeft vastgehouden, en daarom waarschijnlijk een oceaan bezit die bedekt is door een atmosfeer die honderden staafjes abiotische zuurstof bevat.

#### Water
Op 31 augustus 2017 meldden astronomen dat de Hubble Space Telescope het eerste bewijs van mogelijke waterinhoud op de TRAPPIST-1 exoplaneten.

### Ster
De planeet draait om een (M-type) ultrakoele dwergster met de naam TRAPPIST-1. De ster heeft een massa van 0,08 M☉ en een straal van 0,11 R☉. Hij heeft een temperatuur van 2550 K en is ten minste 500 miljoen jaar oud. Ter vergelijking: de zon is 4,6 miljard jaar oud en heeft een temperatuur van 5778 K. De ster is metaalrijk, met een metalliciteit (Fe/H) van 0,04, ofwel 109% van de zonnehoeveelheid. Dit is bijzonder vreemd, omdat van sterren met zo'n lage massa op de grens tussen bruine dwergen en waterstofsmeltende sterren verwacht mag worden dat ze aanzienlijk minder metaal bevatten dan de zon. Zijn lichtkracht (L☉) is 0,05% van die van de zon.
De schijnbare magnitude van de ster, of hoe helder hij lijkt vanuit het perspectief van de aarde, is 18,8, te zwak om met het blote oog te worden gezien.

### Baan
TRAPPIST-1g draait om zijn ster met een omlooptijd van ongeveer 12,354 dagen en een straal van ongeveer 0,0451 maal die van de aarde (vergeleken met de afstand van Mercurius tot de zon, die ongeveer 0,38 AE is). Dit is in de buitenste grens van de theoretische bewoonbare zone van TRAPPIST-1. De baan van TRAPPIST-1g heeft een excentriciteit van 0,00208, veel lager dan die van de Aarde en de laagste in zijn systeem. Zijn baan varieert slechts met ongeveer 41.000 kilometer (vergeleken met ongeveer 5 miljoen km voor de Aarde), wat betekent dat het klimaat van de planeet waarschijnlijk zeer stabiel is. Hij staat in een 3:2 baanresonantie met TRAPPIST-1h en een 3:4 resonantie met TRAPPIST-1f.